# Elijah Coleman Bridgman

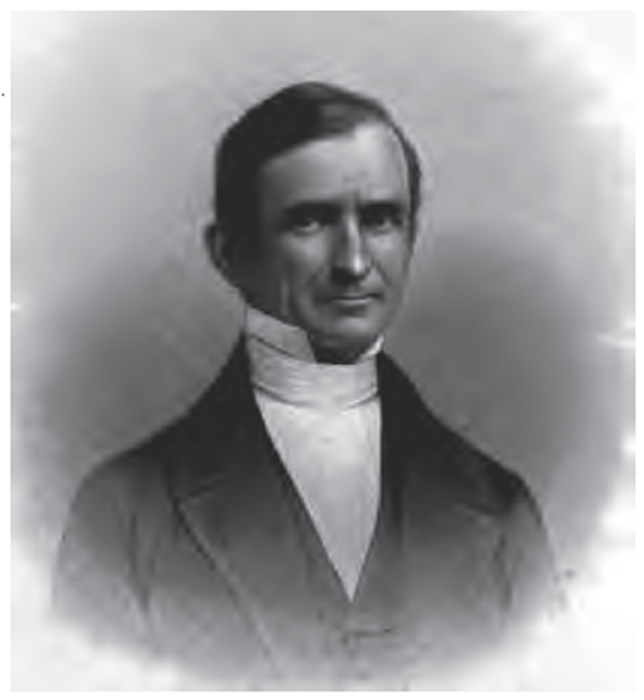
Elijah Coleman Bridgman

Elijah Coleman Bridgman (22 april 1801 – 2 november 1861) was de eerste Amerikaanse zendeling in China.
Naast zijn activiteiten als prediker was Bridgman een zeer productief schrijver. Hij schreef tientallen christelijke traktaten, een aantal boeken en honderden artikelen. Die artikelen waren bedoeld om met name Amerikaanse lezers te informeren over de zending in China alsmede de cultuur en geschiedenis van China. In die zin kan hij beschouwd worden als een van de grondleggers van de Amerikaanse sinologie.
Een ander deel was gericht op het geletterde deel van de Chinese bevolking, In die artikelen werd in het Chinees informatie gegeven over onderwerpen als economie, geografie en wetenschap meer in het algemeen. Brigdman had ook een aanzienlijk organisatorisch talent.  Hij was de stichter van een aantal organisaties in China, zoals de Medical Missionary Society in China. Het aanbieden van medische zorg in China zou een integraal onderdeel worden van de strategie van de zending in China.
Bridgman werd geboren in Belchertown in Massachusetts als de tweede zoon van een officier. Hij volgde een opleiding aan Amherst College en aan Andover, het oudste theologische opleidingsinstituut in de Verenigde Staten in Newton.

## Achtergrond van de eerste Amerikaanse zendelingen

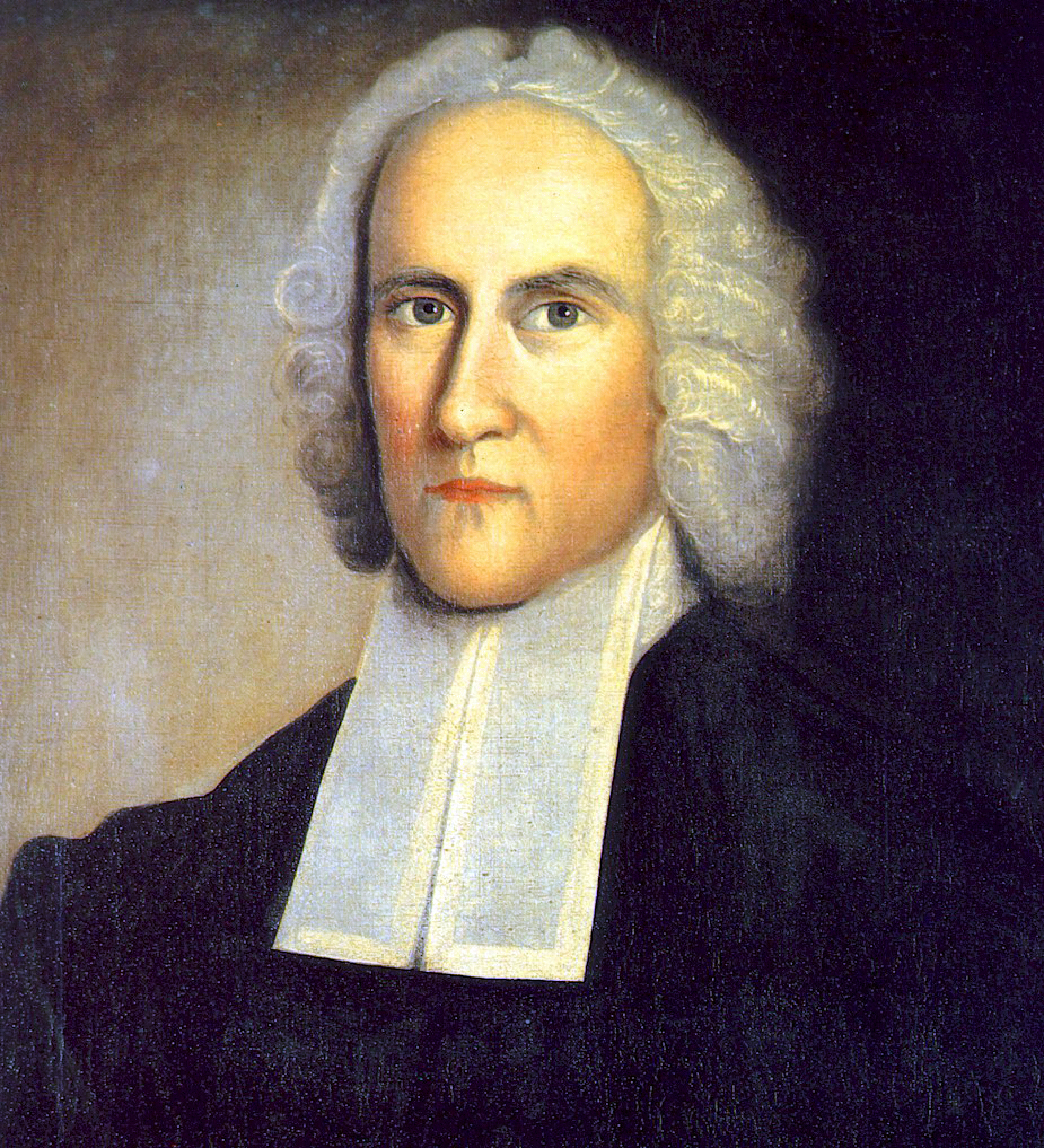
Jonathan Edwards

Bridgman behoorde net als vrijwel alle andere Amerikaanse zendelingen in China tot aan ongeveer 1860  tot de groep  evangelische christenen, beïnvloed en gevormd door de ideeën van de theologie van de  First Great Awakening, zoals geformuleerd door Jonathan Edwards en later opnieuw geformuleerd door Samuel Hopkins.
Er was daarnaast nog een ander aspect dat Bridgman met de meeste andere  Amerikaanse zendelingen in die fase van de zending in China  deelde. Dat was het geloof in de op handen zijnde vervulling van een christelijk millennium. Jonathan Edwards had beschreven hoe Bijbelse profetieën in Daniël en de Openbaring van Johannes zich al in de achttiende eeuw begonnen te openbaren. De interpretatie van Jonathan Edwards was, dat na een periode van grote sociale en politieke onrust, waarin het woord van God verspreid werd onder de heidenen, de wereld in een toestand van nog nooit voorgekomen vrede en welvaart zou zijn. Dat zou het teken zijn voor de beloofde terugkeer van Jezus Christus. Het was ook vanuit die achtergrond dat enkele Amerikaanse zendelingen twee decennia later gedurende enkele jaren als adviseur optraden voor het Hemelse Koninkrijk van de Volmaakte Vrede van de Taipingopstand.

## Werving door Robert Morrison

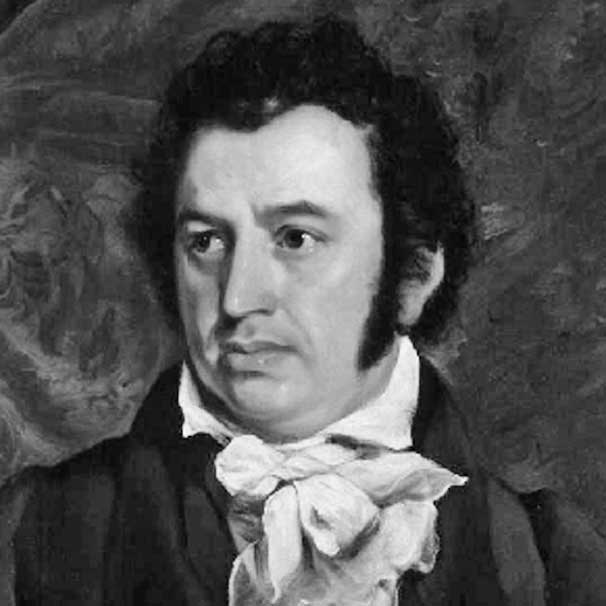
Robert Morrison

In 1826 was Robert Morrison, de eerste zendeling in China, na een verblijf van enkele jaren in Groot-Brittannië weer teruggekeerd naar Kanton. Morrison trachtte de positie van de zending in China te verbreden door ook aanwezigheid van zendelingen uit andere landen dan Groot-Brittannië mogelijk te maken. Hij hernieuwde de contacten met een aantal Amerikaanse handelaren in Kanton en trachtte om samen hen ook een aanwezigheid van Amerikaanse zendelingen te realiseren.
Er werd een beroep gedaan op de American Board of Commissioners for Foreign Missions om zendelingen te zenden. In het toen aanwezige culturele klimaat van de Second Great Awakening in de Verenigde Staten kreeg dat een positief onthaal. De in Kanton aanwezige Amerikaanse handelaren garandeerden gratis passage voor de eerste Amerikaanse zendelingen. Bridgman was de eerste Amerikaanse zendeling die in 1830 arriveerde. Hij begon aan een studie om het Chinees te leren beheersen.

## Periode tot aan 1840

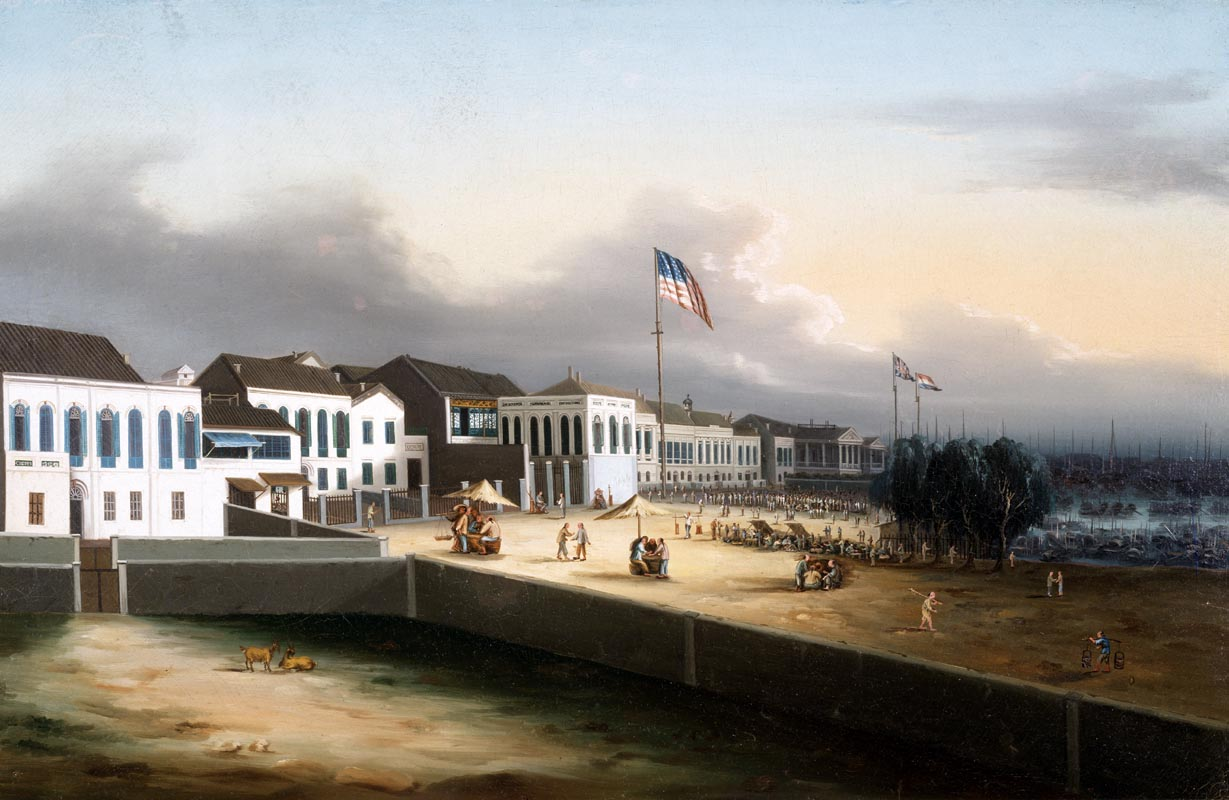
Het district van de Dertien Factorijen

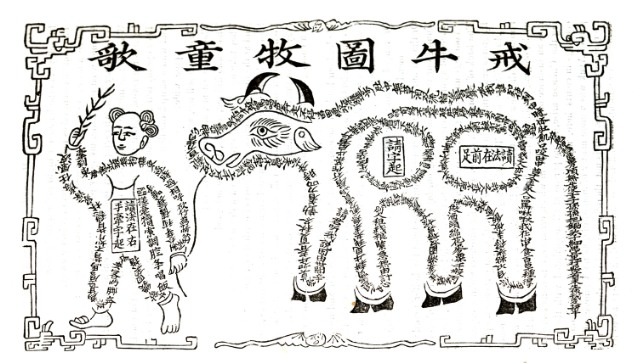
Illustratie van de Chinese ballade De herdersjongen en de klacht van de koe uit The Chinese Repository van 1840

In deze periode konden buitenlanders alleen verblijven in Macau en het district van de Dertien Factorijen van Kanton. Het uitoefenen van het christendom in China was verboden en het proberen te bekeren van Chinezen gold als een ernstig misdrijf. Britse zendelingen opereerden over het algemeen met enige voorzichtigheid. Amerikaanse zendelingen waren vaak bereid meer risico te nemen. Bridgman predikte vanaf 1832 in het Chinees buiten het voor buitenlanders toegankelijke gebied. De belangrijkste strategie in die periode bleef echter het trachten te verspreiden van christelijke traktaten. Bridgman schreef een groot aantal daarvan in samenwerking met Liang Fa, de eerste Chinese evangelist.
Bridgman stichtte met Morrison de Christian Union in China, een organisatie die in de decennia daarna zich richtte op institutionele steun voor activiteiten van Britse en Amerikaanse zendelingen. In 1832 begon hij met de publicatie van  The Chinese Repository, een periodiek verschijnend tijdschrift om de zendelingen en het publiek in de Angelsaksische wereld te informeren over de geschiedenis en cultuur van China. Het was het eerste sinologische vakblad in de wereld. Morrison en Bridgeman schreven gezamenlijk een oproep onder de titel  Adress to the Churches of Christ in Europe and America and Elsewhere. Het beschreef de situatie van de zending in Oost- en Zuidoost-Azië  en riep de kerken in het westen op om de zending uit te breiden door meer zendelingen te zenden.
In 1834 was hij een van de medeoprichters van de Society for the Diffusion of Useful Knowledge. Hij nam de verantwoordelijkheid over van de Duitse zendeling Karl Gützlaff voor het uitgeven van  de  East-West Examiner and Monthly Recorder  (東西洋考每月統計傳), gericht op de verspreiding van kennis onder Chinezen over onderwerpen als economie, geografie en wetenschap meer in het algemeen. Hij schreef daarin honderden artikelen onder meer over de geschiedenis van de Verenigde Staten.
Na het overlijden van Robert Morrison in 1834 stichtte hij in 1835 de Morrison Education Society, een school die na 1840 naar Hongkong verhuisde en gericht was op het leren beheersen van de Engelse taal door jonge Chinese mannen. In 1838 richtte hij ook de Medical Missionary Society in China op. Het aanbieden van medische zorg in China zou een integraal onderdeel worden van de strategie van de zending in China.

## Periode na 1840

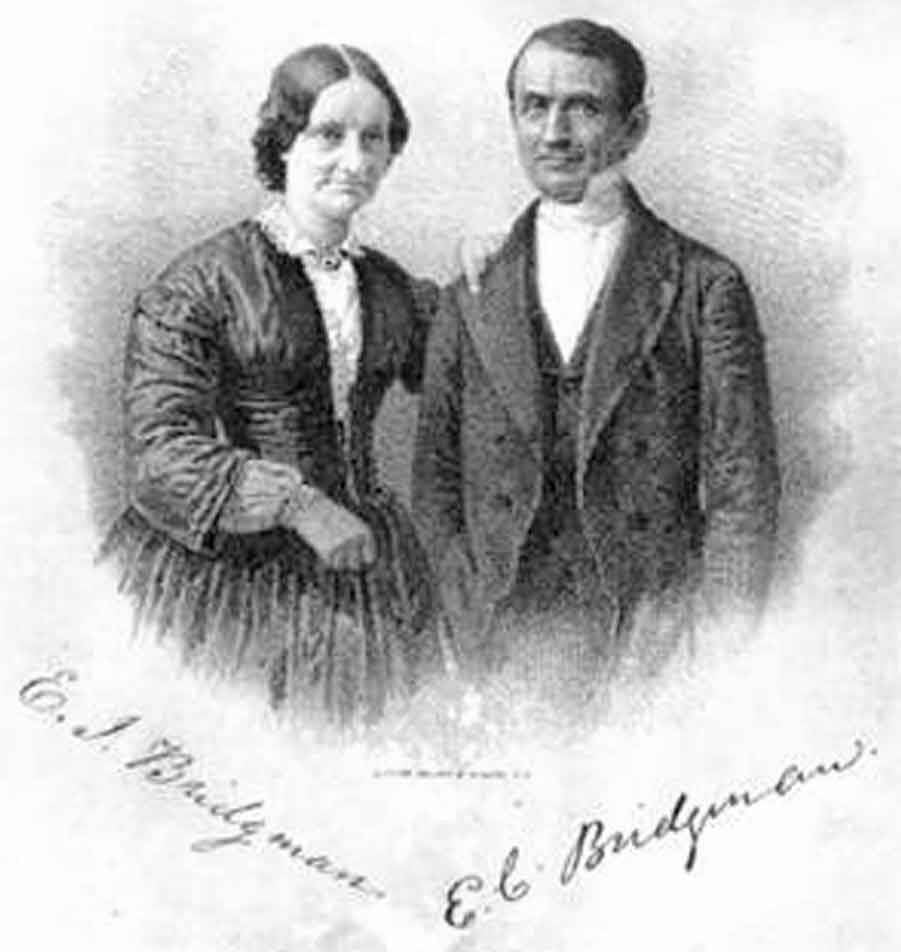
Elijah Coleman Bridgman en zijn vrouw Eliza Gillett

In de periode 1839 – 1841 werkte hij in Macau, waar hij een chrestomathie ontwierp, een methode om door een bloemlezing van teksten een andere taal te leren. Na de Eerste Opiumoorlog ( 1839-1842) maakte hij deel uit van de Amerikaanse delegatie bij de besprekingen die leidden tot het Verdrag van Wanghia, een overeenkomst waarbij de Verenigde Staten op het gebied van handel, exterritorialiteit en meest begunstigde natie dezelfde voorrechten kregen als de Britten bij het verdrag van Nanking. Als gevolg van deze verdragen werden de havensteden Kanton, Xiamen, Ningbo, Shanghai en Fuzhou opengesteld voor handel met het buitenland. Dat betekende  dat de bewegingsvrijheid van missionarissen en zendelingen in die verdragshavens aanzienlijk toenam.
Brigdman verhuisde in 1847 naar Shanghai. Hij stichtte daar de Shanghai Literary and Scientific Society, die na enkele jaren getransformeerd werd tot de afdeling Noord-China van de Royal Asiatic Society. Tot aan zijn overlijden in 1861 zou Brigdman daarvan voorzitter blijven. Daarnaast hield Bridgman zich in Shanghai naast het prediken vooral bezig met het schrijven van een nieuwe Bijbelvertaling, die kort na zijn dood gepubliceerd werd. Bridgman overleed in Shanghai als gevolg van dysenterie op de leeftijd van zestig jaar.
In 1845 was hij met  Eliza Gillett getrouwd. Zij was directeur van een school voor meisjes in Shanghai. Na de dood van haar echtgenoot verhuisde zij naar Peking en stichtte daar de Bridgman Academy, die honderden Chinese jonge vrouwen zou opleiden. De Academy zou later deel uit gaan maken van de Yenching Universiteit, die tot 1952 in Peking heeft bestaan. In 1864 publiceerde zij de eerste biografie over Bridgman.